# Lotten von Feilitzen
Helena Sophia Charlotta (Lotten) von Feilitzen (ur. 3 maja 1829 w Sztokholmie, zm. 16 lipca 1912 tamże) – szwedzka pianistka.
Była uczennicą swojego ojca, kompozytora Adolfa Fredrika Lindblada. Pracowała jako nauczycielka gry na fortepianie. 29 kwietnia 1853 roku została wybrana na członka Królewskiej Akademii Muzycznej.
Wyszła za mąż za Urbana von Feilitzena.